# 斎藤博 (アニメ監督)
斎藤 博（さいとう ひろし、1936年3月17日 - 2015年6月26日）は、日本のアニメーション監督、脚本家、演出家。京都市立紫野高等学校卒業。

## 経歴
中国（当時は満洲国）の日本租借地であった関東州大連市生まれ。太平洋戦争終戦後の1946年に日本へ引き揚げ、京都府に住む。
20代前半、油絵の勉強に専念し画家をめざすが、結婚後の1960年、漫画家の横山隆一 主宰するおとぎプロへ入社し、1961年放送開始のテレビアニメ『インスタント･ヒストリー』や劇場作品の作画を数本担当する。 1963年『鉄腕アトム』の放映が開始されると、おとぎプロの先輩アニメーターで1961年に設立された虫プロダクションの創設メンバー山本暎一の紹介で虫プロダクションへ入社。『鉄腕アトム』の作画を担当する。1966年、虫プロダクションを退社し、荒木伸吾と作画スタジオ ジャガードを設立する（「アニメについては、ジャガード時代に斎藤から多くを学んだ」と後に荒木伸吾は、感謝の弁を述べている）。『巨人の星』第2話「悪魔のギブス」で演出家としてデビューし、作画も担当する。1971年には、『巨人の星』の後番組『天才バカボン』の監督吉川惣司が降板したため、『天才バカボン』シリーズ監督となる。
1972年、ジャガードが倒産、遠藤政治と新スタジオ設立。1973年、瑞鷹エンタープライズのアニメ制作部門として（のちに日本アニメーションに改組される）ズイヨー映像に参加。遠藤監督『山ねずみロッキーチャック』を監督補佐。1974年放映『アルプスの少女ハイジ』の絵コンテも担当している。1973年11月、虫プロダクションが倒産したため、『小さなバイキングビッケ』はズイヨー映像が制作することになり、チーフディレクターとなるが、『みつばちマーヤの冒険』を前監督の遠藤政治から監督を引き継ぎ、『小さなバイキングビッケ』の担当をはずれる。
1975年3月、日本アニメーションが設立され、ズイヨー映像の施設と多数のスタッフ･製作途中の作品を引継ぐことになり、『ピコリーノの冒険』を監督。1977年遠藤監督の『あらいぐまラスカル』の共同監督として就任するが、宮崎晃の脚本に影響を受け、監督と意見が合わず29話で降板する。高畑勲から、翌年放映予定の『ペリーヌ物語』の監督を代わって欲しいと依頼され、高畑からの推薦もあって監督に就任する。1979年にはスペシャルアニメ『まえがみ太郎』『トンデモネズミ大活躍』の演出や1980年『トム･ソーヤーの冒険』の演出も担当する（脚本の宮崎晃が病気で入院したため、初期は脚本まで担当）。1982年『南の虹のルーシー』を監督、1983年『アルプス物語わたしのアンネット』の絵コンテを多数担当、1984年『牧場の少女カトリ』を監督し大部分のコンテも担当。1986年放映『オズの魔法使い』の後半から、監督、脚本も担当する。 1989年放映のオランダとの合作アニメ『あひるのクワック』監督（宮崎晃脚本）。
1990年『楽しいムーミン一家』を監督する。1992年に劇場公開された『ムーミン谷の彗星』も監督した。

## 作品歴
- ジャングル大帝 （1965年 - 1966年、虫プロダクション） 作画
- 新ジャングル大帝 進めレオ! （1966年 - 1967年、虫プロダクション） 作画
- かみなり坊やピッカリ・ビー （1967年 - 1968年、放送動画制作） 演出
- ファイトだ!!ピュー太 （1968年、放送動画制作）作画
- 巨人の星 （1968年 - 1971年、東京ムービー） 作画･コンテ
- ムーミン （1968年 - 1970年、東京ムービー） 作画
- 珍豪ムチャ兵衛（1971年、東京ムービー）演出
- 天才バカボン （1971 - 1972年、東京ムービー） 演出（岡部英二と連名）･コンテ・原画
- 山ねずみロッキーチャック （1973年、ズイヨー映像） 演出･コンテ･脚本
- アルプスの少女ハイジ （1974年、ズイヨー映像） コンテ
- 小さなバイキングビッケ （1974 - 1975年、ズイヨー映像から日本アニメーション） チーフ･ディレクター･コンテ
- みつばちマーヤの冒険 （1975 - 1976年、ズイヨー映像から日本アニメーション） 監督･コンテ
- ピコリーノの冒険 （1976 - 1977年、日本アニメーション） 監督（腰繁男と連名）･コンテ
- あらいぐまラスカル （1977年、日本アニメーション） 監督（遠藤政治と連名）･コンテ[1]
- くまの子ジャッキー （1977年、日本アニメーション） コンテ
- ペリーヌ物語 （1978年、日本アニメーション） 監督（腰繁男と連名）･コンテ
- 赤毛のアン （1979年、日本アニメーション） コンテ
- まえがみ太郎 （1979年、日本アニメーション） 絵コンテ・演出
- トンデモネズミ大活躍 （1979年、日本アニメーション） 脚本（雪室俊一と連名）･演出･コンテ
- トム･ソーヤーの冒険 （1980年、日本アニメーション） 演出･脚本（清瀬武）･コンテ（竹田のびる）
- ふしぎな島のフローネ （1981年、日本アニメーション） コンテ
- 南の虹のルーシー （1982年、日本アニメーション） 監督･コンテ（清瀬二郎）
- わたしのアンネット （1983年、日本アニメーション） コンテ（清瀬二郎）
- 牧場の少女カトリ （1984年、日本アニメーション） 監督･コンテ（清瀬二郎）
- オズの魔法使い （1986 - 1987年、パンメディア） 監督･コンテ
- 宇宙船サジタリウス （1986 - 1987年、日本アニメーション） コンテ（小金井良一）
- グリム名作劇場 （1987 - 1988年、日本アニメーション） 演出･脚本（藤一二三）･コンテ（小金井良一）
- 小公子セディ （1988年、日本アニメーション） コンテ[2]
- いきなりダゴン （1988年、日本アニメーション） コンテ（小金井良一）
- 小さなアヒルの大きな愛の物語 あひるのクワック （1989 - 1990年、テレスクリーン） 監督･コンテ
- 楽しいムーミン一家 （1990 - 1991年、テレスクリーン） 監督･コンテ
- ペリーヌ物語（劇場版） （1990年、日本アニメーション） 監督（腰繁男と連名）･コンテ
- 大草原の小さな天使 ブッシュベイビー （1992年、日本アニメーション） コンテ
- チロリン村物語 （1992 - 1993年、NHKエンタープライズ） コンテ
- カリメロ （1992 - 1993年、テレスクリーン） コンテ
- 楽しいムーミン一家 ムーミン谷の彗星 （1992年、テレスクリーン） 監督･コンテ
- ヤマトタケル （1994 - 1995年、日本アニメーション） コンテ
- ヨシモトムチッ子物語 （1999年、シンエイ動画） コンテ
- ハムスター倶楽部 （2000年、円谷映像/ベガエンタテイメント） チーフディレクター
- 一つの花 （2002年、音響映像/ベガ･エンタテイメント） 演出･コンテ
- ふぉうちゅんドッグす （2002 - 2003年、ベガエンタテイメント） 監督